# Vento di terra
Vento di terra è un film del 2004 diretto da Vincenzo Marra, presentato nella Settimana internazionale della critica del Festival di Cannes 2005 come rivelazione FIPRESCI dell'anno.